# カワサキ・KR
カワサキ・KR（ケイアール）は、川崎重工業が製造販売していたオートバイのシリーズ車種で、カワサキ唯一の250 cc2サイクルロードレーサーレプリカである。KR250 → KR250S → KR-1 → KR-1S/Rの順で発売されていた。

## 概要

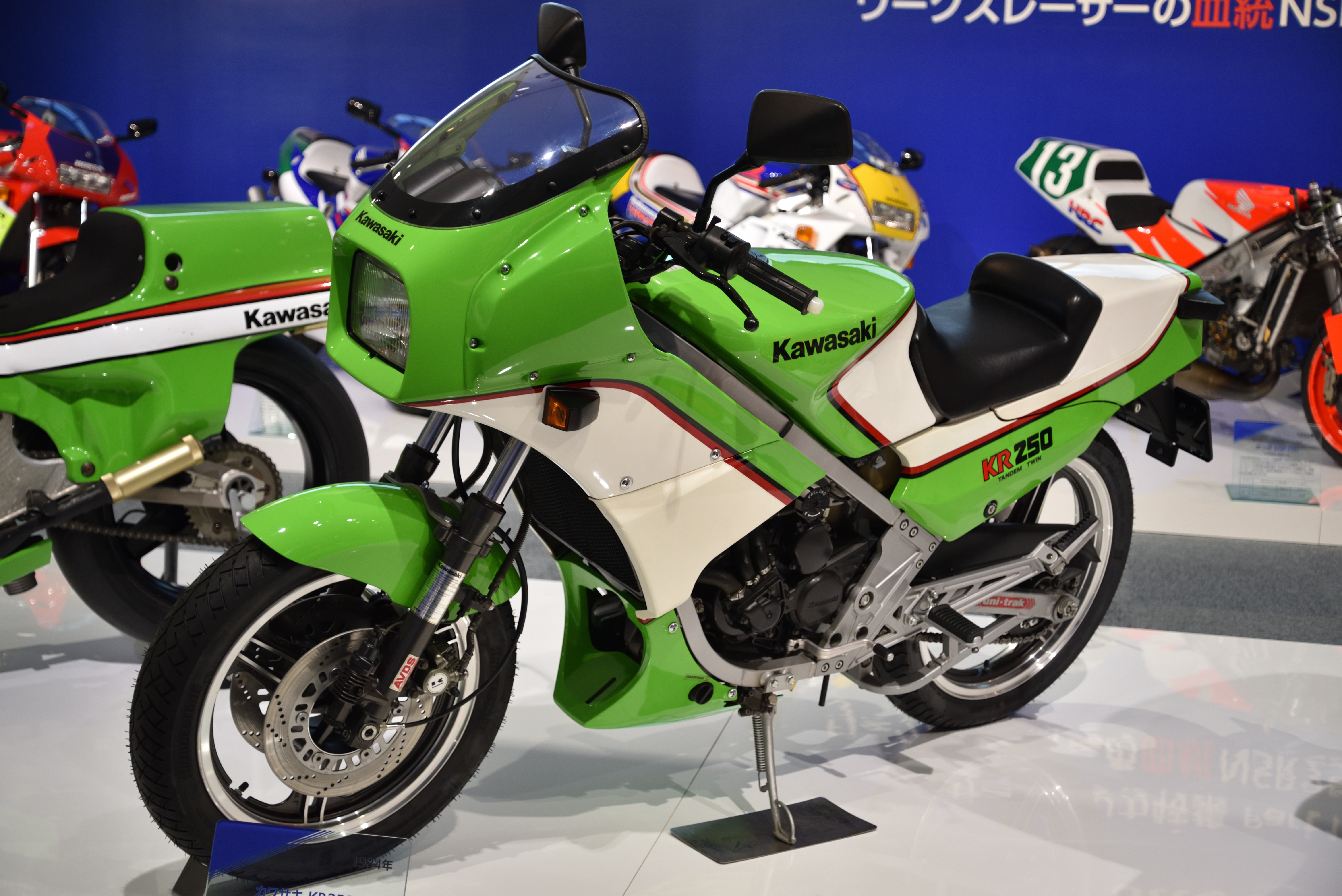
KR250

1984年に発売されたKR250（後にKR250S）はタンデムツイン・ロータリーバルブのエンジン形式であった。これは1978年にロードレース世界選手権を制したレーサーモデルKR350、KR250のエンジンレイアウトを強く意識したものである。
しかし発売時のカワサキは世界選手権から撤退しており、過去のレーサーをイメージしただけでは販売量に直結しなかったこと、機構上複雑でありコスト増を招くこと（前後シリンダの速度差を吸収するクラッチ機構やサイドに設けられたロータリーバルブ、特異なリアショックユニット）などから1988年に発売されたKR-1（ケーアールワン）では排気デバイス（KIPS）搭載の通常のパラレルツインに変更されるが、1年でフルモデルチェンジを行なってKR-1S（SPモデルとしてR）に移行し、そのKR-1S/Rも2年でカタログ落ちした。
次期モデルとしてV型エンジンのX-09が開発されていたがWGP250にスポット参戦しただけで市販されずに終わっている、その他、ワークスレーサーのKR500（2サイクルスクエア4気筒）という物も存在する。また空冷2サイクル単気筒の小排気量マシンとしてカワサキ・ARシリーズが市販されており、125 cc / 80 cc / 50 ccの車両が存在、海外向けとしてタイカワサキのKR150などが存在する。この後、カワサキの日本国内における同タイプ（フルカウル2サイクルスポーツ）の車種は販売されていないが、前述のKR150に端を発する150㏄のフルカウル2サイクルスポーツがモデルチェンジを繰り返しながら、長期間(最後発のニンジャ150RRは、2012年〜2015年に亘ってインドネシア向け。)製造販売されていた。
マシンスペック的には高水準・クラス最軽量な車体であるにもかかわらず、販売実績は芳しくなく販売年数も短期間だったため、販売台数は国内4メーカー同形車種中（RG250Γ、RGV250Γ、NS250R/F、NSR250R、TZR250）で最も少ないと思われる。希少な車種であり、2000年以降の2サイクル規制のために中古車の価格も高い。
当時オートバイに嵌っていた鳥山明の愛車であったため、『ドラゴンボール』の登場人物であるブルマの初期愛車となり、単行本の扉絵にも描かれている。

## モデル一覧

### KR-1
- 形式 KR250B
- エンジン形式：

水冷2サイクルクランクケースリードバルブ
ラジエター液容量：1500 cc
電子式可変排気バルブ（KIPS）装備
- 点火方式：CDI
- ミッションオイル：SEグレード　10W30/10W40 850 ml
- クラッチ：湿式多板
- エンジンオイル容量：1200 cc
- タイヤサイズ：

F：100/70-17
R：130/60-18
- キャブレター：KEIHIN PWK28Φ(MJ#135,PJ#38,JN N68A)

AS 1+1/2戻し　アイドリング:900〜1100 rpm
- チェーン：520/106L
- スプロケット

F：15丁
R：40丁
- 点火プラグ：NGK BR9ES / ND W27ESR (標準熱価）
- バッテリー：12 V・4 Ah (YB4L-B)
- ヘッドライト:60 / 55 W
- テール／ブレーキライト：8 / 27 W
- ウィンカー：23 W ×4
- フォーク径：インナー⌀41 正立フォーク
- フォークオイル：10W20 355 ml/OH時 421±4 ml レベル：125±2 mm

他に純正部品にF3キット、SPキット（混合ガス仕様）があり（チューニングマニュアルも純正で用意されていた）チューニング後の出力は最大68 PS（公称）に達する。
フロントキャリパーはZXR250のものが使用できる、また異径ポットになるがゼファー750やZRX、バリオス、GPZなども流用できる。リアキャリパーはZXR250と同一となる。スプロケットもKLE250、KLE400、ZXR250、バリオスなど丁数は異なるがそのまま使用する事が可能である。　

### KR-1S / R
- 形式 KR250C (C2,C3)
- エンジン形式：

水冷2サイクルクランクケースリードバルブ
ラジエター水量：1500 cc
電子式可変排気バルブ（KIPS）装備
- 点火方式：CDI
- クラッチ：湿式多板
- ミッションオイル：SEグレード 10W30/10W40 850 ml
- エンジンオイル容量：1200 cc
- キャブレター：KEIHIN PWK28Φ[35Φ]

MJ#140,PJ#38,JN C2:N68A (C3:99E)
[MJ#145,PJ#40,JN R1372J]
AS 1+1/2戻し　アイドリング:1100〜1300 rpm
- チェーン：520/108L
- スプロケット

F：15丁
R：40丁
- 点火プラグ：NGK BR10ES / DENSO W31ESR （標準熱価）
- バッテリー：12 V・4 Ah (YB4L-B)
- ヘッドライト:60 / 55 W
- テール／ブレーキライト：8 / 27 W
- ウィンカー：23 W ×4
- フォーク径：インナー⌀41 正立フォーク
- フォークオイル：10W20 335 ml±4 ml /OH時 396±4 ml レベル：150±2 mm
- フォークアジャスタ：標準で20 mm突出
- リアショック減衰調整標準位置：圧側最強から9段戻/伸側II
- ショックガス圧：10 kg/cm2

KR-1よりほぼ全面的に改修が行われている、カウル／灯火類は同一ながら、前後サスペンション（フォークアウターも別物、これによりフロントキャリパーもマウント互換の無い上位スペックの対向4 POTの物に交換される、リアショックも別体式ショックに変更）、スイングアームの変更、最も判りやすい特徴としてメインフレームがリブの無い平面状になり、前後ホイール（3本より5本スポークへ）、エンジン（シリンダ・排気バルブの仕様変更と、それに伴うキャブ設定変更）、クロスレシオギアミッション、チャンバー、CDIなど各所が変更され、また当時はレーサーレプリカブームの最中であり黒塗りの鉄サイレンサーはレーシーで無いということからアルミ製に変更といった具合に車体各所に手が入り前モデルのKR-1と同一なのは外装のみという有様になっている。
ホイール・ブレーキディスクはZXR250（年式により差あり）と共通。フロントディスクも色は異なるがカワサキ・ゼファー、ZXR400など互換品は多い。リアキャリパースプロケット（丁数は異なる）についてもZXR250と共通で使用できる。フロントキャリパーはゼファー1100/400（年式あり）の対向4 POTと同一である（色は異なるので部品番号も非一致）。キャブレターのPWK28は、右/左用がある専用品で、底にメインジェットの交換蓋は無く、スロットルバルブも非メッキ品。またスロットルカッタウェイは#3.5と2ストローク車専用品で出力特性が異なることから4ストローク車への流用には難がある。尚、KR-1R用のスロットルバルブはメッキ品である。

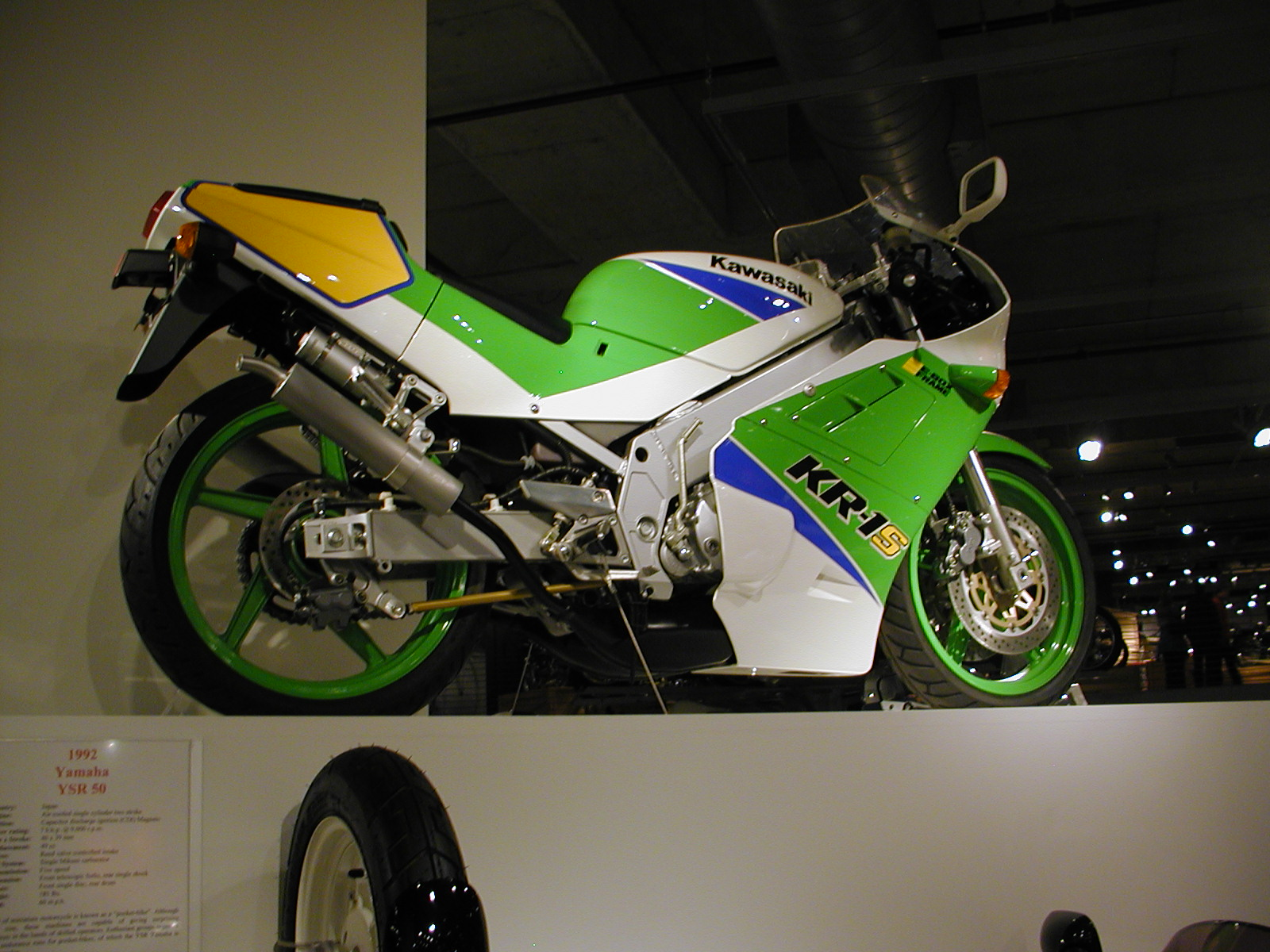
KR-1S UK